# Rated R (Rihanna)
Rated R četvrti je studijski album barbadoške pjevačice Rihanne, objavljen 20. studenog 2009. godine u izdanju Def Jama. 

## Pozadina i suradnje
Na albumu koji se snimao od ožujka do studenoga 2009. godine Rihanna je surađivala sa sljedećim producentima: StarGate, Ne-Yo, Chase & Status, The-Dream i Brian Kennedy. Album sadrži elemente hip hopa, rocka i popa potkrijepljen snažnim tekstovima. Na albumu se kao gosti pojavljuju reper Young Jeezy i Will.i.Am.

## Uspjeh albuma
Album je debitirao na četvrtom mjestu Billboard 200 američke liste albuma, tako što je prodan u 181.000 kopija u prvom tjednu. U ujedinjenom Kraljevstvu je zauzeo 9. mjesto, dok je najveći uspjeh postigao u Švedskoj i Norveškoj, gdje je bio na 1. mjestu. Album je uglavnom dobio pozitivne kritike. Prema Def Jam-u, album je prodan u više od tri milijuna primjerka do sada.

## O albumu
Album sadrži trinaest pjesama, od kojih je devet napisala Rihanna. S albuma Rated R su singlovi "Wait Your Turn" (samo promo singl), "Russian Roulette", "Hard", "Rude Boy", "Rockstar 101" i "Te Amo".

## Singlovi
- "Russian Roulette" je prvi singl s ovog albuma, izdan 3. studenog 2009. koji je u SAD-u bio na 9. mjestu, dok je u Češkoj, Švicarskoj, Slovačkoj i Danskoj zauzeo 1. poziciju.
- "Hard" (featuring Young Jezzy) je drugi singl, izdan samo u SAD-u i UK-u u listopadu 2009. Zauzeo je 8. mjesto na Billboard Hot 100 listi,[1] te broj 1. na Billboard Hot Dance Club Songs.
- "Rude Boy" je drugi svjetski singl i treću singl u SAD-u i UK-u. Singl je postigao veliki uspjeh u Americi, Australiji, Ujedinjenom Kraljevstvu i u cijeloj Europi, zauzevši prva mjesta.
- "Rockstar 101" je četvrti singl u SAD-u, koji je dosegao 2. mjesto na US Hot Dance Club Songs listi singlova.
- "Te Amo" je treći svjetski i peti US singl. Pjesma je postigla uspjeh u Europi i Australiji.

## Popis pjesama
1. "Mad House" - 1:34
2. "Wait Your Turn" - 3:46
3. "Hard" (featuring Young Jeezy) - 4:10
4. "Stupid In Love" - 4:01
5. "Rockstar 101" (featuring Slash) - 3:58
6. "Russian Roulette" - 3:48
7. "Fire Bomb" - 4:17
8. "Rude Boy" - 3:43
9. "G4L" - 3:59
10. "Te Amo" - 3:28
11. "Cold Case Love" - 6:04
12. "The Last Song" - 4:16

Nokia bonus pjesme
1. "Russian Roulette" (Donni Hotwheel Remix) - 3:02 

2. "Hole in My Head" (featuring Justin Timberlake) - 4:06 
Rated R: Remixed
1. "Mad House" Chew Fu Straight Jacket Fix - 2:12 
 
2. "Russian Roulette" Chew Fu Black Russian Fix - 5:55  

3. "Rockstar 101" (featuring Slash) Chew Fu Teacher’s Pet Fix - 4:27  

4. "Wait Your Turn" Chew Fu Can’t Wait No More Fix - 5:09  

5. "Photographs" (featuring will.i.am) Chew Fu 35mm Fix - 5:59  

6. "Rude Boy" Chew Fu Vitamin S Fix - 5:41  

7. "Hard" (featuring Jeezy) Chew Fu Granite Fix - 5:28  

8. "G4L" Chew Fu Guns in the Air Fix - 5:25  

9. "Fire Bomb" Chew Fu Molotov Fix - 6:58 

10. "Stupid in Love" Chew Fu Small Room Fix - 5:32